# San Pietro di Morubio
San Pietro di Morubio é uma comuna italiana da região do Vêneto, província de Verona, com cerca de 2.848 habitantes. Estende-se por uma área de 16,02 km², tendo uma densidade populacional de 178 hab/km². Faz fronteira com Angiari, Bovolone, Cerea, Isola Rizza, Roverchiara.

## Demografia
| Variação demográfica do município entre 1861 e 2011                               |
|                                                                                   |
| Fonte: Istituto Nazionale di Statistica (ISTAT) - Elaboração gráfica da Wikipedia |